# سالاميس (قبرص)
سالاميس هي مدينة أثرية قديمة تقع شرق قبرص، تبعد 6 كلم شمال مدينة فاماغوستا في قبرص الشمالية، هي مصب لنهر بيديوس. حسب الاسطورة ذكر أن المدينة بنيت من قبل توك ابن تيلاموني بعد عودته من حرب طروادة وسماها باسم جزيرته الأم سالاميس في اليونان، بها عدة آثار تعود للإغريق والرومان. دمرت المدينة بعد غزو الخليفة معاوية بن أبي سفيان لها في سنة 661.